# Pálfi Béla
Pálfi Béla (szerbül: Бeлa Пaлфи; Nagybecskerek, 1923. február 16. – Nagybecskerek, 1995. szeptember 9.) vajdasági magyar labdarúgó-középpályás, edző.
A jugoszláv válogatott tagjaként részt vett az 1948. évi nyári olimpiai játékokon és az 1950-es labdarúgó-világbajnokságon, előbbin ezüstérmet nyertek.

#### Mérkőzései az jugoszláv válogatottban
| #  | Dátum            | Ellenfél    | Eredmény | Kiírás              | Esemény |
| -- | ---------------- | ----------- | -------- | ------------------- | ------- |
| 3. | 1951. június 24. | Svájc       | 7 – 3    | barátságos mérkőzés |         |
| 2. | 1951. május 6.   | Olaszország | 0 – 0    | barátságos mérkőzés |         |

| Jugoszlávia | Jugoszlávia     | Jugoszlávia           | Jugoszlávia | Jugoszlávia | Jugoszlávia | Jugoszlávia | Jugoszlávia | Jugoszlávia |
| #           | Dátum           | Helyszín              | Hazai       | Eredmény    | Vendég      | Kiírás      | Gólok       | Esemény     |
| ----------- | --------------- | --------------------- | ----------- | ----------- | ----------- | ----------- | ----------- | ----------- |
| 1.          | 1948. július 4. | Szófia, Junak Stadion | Bulgária    | 1 – 3       | Jugoszlávia | Balkán-kupa | -           |             |
|             | Összesen        |                       |             | 3           | mérkőzés    |             | 0           | gól         |